# 2027
2027 (MMXXVII) será un año normal que comenzará en viernes en el calendario gregoriano. Será también el número 2027 anno Domini o de la designación de era cristiana, además del vigésimo séptimo año del Siglo XXI y del tercer milenio. Será el séptimo año de la tercera década del Siglo XXI y el octavo de los Años 2020.

### Enero

Número de la Línea 7 del Metro de Santiago.

## Acontecimientos

### Junio
- 6 de junio: se realizarán elecciones federales en México.
- 24 de junio: Inicia la Copa Mundial Femenina de Fútbol de 2027 en Brasil.

### Julio
- 16 de julio: Inicia los Juegos Panamericanos de 2027 en Lima (Perú)
- 25 de julio: Termina la Copa Mundial Femenina de Fútbol de 2027.

### Agosto
- 1 de agosto: Termina los Juegos Panamericanos de 2027
- 7 de agosto: el asteroide (137108) 1999 AN10 pasará a 0,0026 UA (388 960 km) de la Tierra (aproximadamente la distancia entre la Tierra y la Luna).

### Fecha sin determinar
- En Santiago de Chile se espera que se inaugure la Línea 7 del Metro de Santiago. Línea que será construida entre 2022 y 2027 y que une Renca con Las Condes a través de 19 estaciones en aproximadamente 40 minutos.

- Posible proclamación de la independencia de Bougainville en septiembre, tras celebrarse en 2019 su referéndum consultivo de independencia, a falta de ratificación oficial por parte de Papúa Nueva Guinea.

## Deportes

### Multideportivo
- en febrero de 2027 se desarrollara el Super Bowl LXI
- en julio e agosto se desarrollara los Juegos Panamericanos de 2027 en Lima (Perú)
- en agosto a mayo se desarrollara la 73.ª edición de la Liga de Campeones de la UEFA 2027-28

- Datos: Q12814
- Multimedia: 2027 / Q12814